# Distrito de Blantire
El distrito de Blantire es uno de los veintisiete distritos de Malaui y uno de los doce de la Región del Sur. Cubre un área de 2012 km² y alberga una población de 809.397 personas. La capital es Blantire.
- Datos: Q1059262